# Březen
Březen je podle gregoriánského kalendáře třetí měsíc v roce. Má 31 dní. Český název měsíce se odvozuje od březosti samic zvířat. Druhý výklad odkazuje na rašení bříz. V mnoha evropských jazycích je název měsíce (anglicky March, německy März, slovensky Marec) odvozen od latinského Martius, což bylo pojmenování podle mytologického Marta, boha války a zemědělství. V tento měsíc se také bojeschopní římští občané scházeli se za hradbami Říma na Martově poli. Po zimě začínalo období příhodné pro vedení bojů a trvalo do října.
V římském kalendáři byl březen původně prvním měsícem v roce, neboť zima byla obdobím bez měsíců. V roce 713 př. n. l. římský král Numa Pompilius do kalendáře začlenil i leden s únorem jako poslední dva měsíce roku. Na počátku roku (1. a 15. března) volil římský lid dva konzuly. V roce 153 př. n. l. museli být konzulové z vojenských důvodů zvoleni o dva měsíce dříve a počátek roku se proto posunul na 1. leden.
Březen začíná vždy stejným dnem v týdnu jako listopad a v nepřestupný rok jako únor. Podle židovského kalendáře připadá březen obvykle na měsíce adar a nisan. 
Astrologicky je Slunce asi první dvě třetiny března ve znamení Ryb a zbytek měsíce ve znamení Berana. V astronomických termínech začíná v souhvězdí Vodnáře a končí v souhvězdí Ryb. Mezi 19. a 21. březnem nastává na severní polokouli jarní rovnodennost. Slunce při svém zdánlivém ročním pohybu protíná světový rovník a přechází z jižní polokoule na severní. Končí astronomická zima a začíná jaro. Na severním pólu poprvé v roce vyjde Slunce, končí polární noc a začíná polární den. Na jižním pólu je to naopak.
Ve většině evropských zemích včetně České republiky poslední březnovou nedělí začíná letní čas. V Česku se tak ráno ve 2.00 hodiny středoevropského času přechází na 3.00 hodiny středoevropského letního času.
Během března se na severní polokouli prodlužuje délka dne. Na území České republiky, přesněji na průsečíku 50. rovnoběžky a 15. poledníku, je první březnový den dlouhý okolo 10 hodin a 59 minut. Slunce vychází přibližně v 6.43 a zapadá v 17.42 hodin středoevropského času. Poslední den v březnu je delší o hodinu a 52 minut. Slunce vychází okolo 6.39 a zapadá v 19.30 hodin středoevropského letního času.
Podle meteorologických měření v pražském Klementinu byla od 18. století nejvyšší březnová teplota zaznamenána 31. března 2021 (22,9 °C) a nejnižší 1. března 1785 (-27,6 °C). Průměrné březnové teploty se v letech 1961–1990 pohybovaly od 2,2 do 8,5 °C. Z celého území České republiky byla nejvyšší teplota naměřena 22. března 1927 v Mělníku (26,2 °C) a nejnižší 2. března 1929 v Jindřichově Hradci (-32 °C). Nejvíce srážek za den spadlo 5. března 1970 v Deštném v Orlických horách (93,9 mm).
Teplotní průměr v březnových dnech naměřený v Klementinu v letech 1961–1990:
V České republice připadají na březen čtyři významné dny: Mezinárodní den žen (8. března), Den památky obětí vyhlazení terezínského rodinného tábora v Osvětimi-Březince (9. března), Den přístupu České republiky k Severoatlantické smlouvě (12. března) a Den narození Jana Ámose Komenského (28. března). Mezi 20. březnem a 23. dubnem se také připomíná Velký pátek a mezi 23. březnem a 26. dubnem Velikonoční pondělí. Oba dny patří mezi státní svátky.
V Československu byl březen od roku 1955 označován jako Měsíc knihy na počest slovenského popularizátora knih Mateja Hrebendy, který se narodil 10. března 1796. Pod záštitou ministerstva kultury byly během března pořádány akce na podporu čtenářství a propagace knih. Po roce 1989 už ministerstvo přestalo tyto akce organizovat a Měsíc knihy prakticky zanikl. Od roku 1996 jej do určité míry nahradila akce Týden knihoven a od roku 2009 také Březen – měsíc čtenářů. V letech 1998–2008 zase každoročně probíhala informační kampaň Březen – měsíc internetu. Termíny jako "Březnová ústava" či "doba pobřeznová" odkazují na období po revoluci v Rakouském císařství, která vypukla 13. března 1848. 

## Pranostika

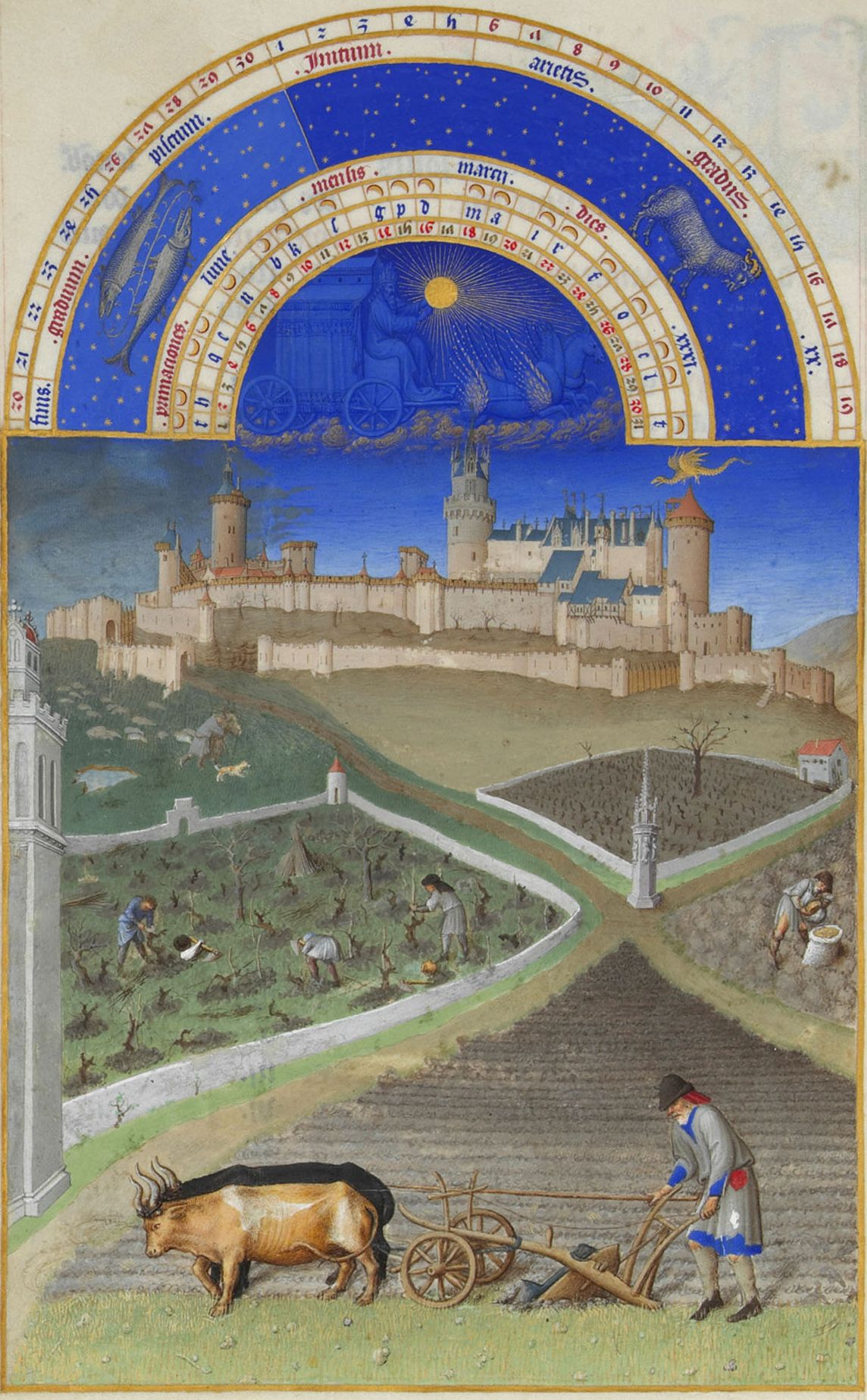
Březen (Přebohaté hodinky vévody z Berry)

- Bouřka v březnu klade na dobrý rok.
- Březen bez vody, duben bez trávy.
- Březen hřmí – květen sněží.
- Březen, za kamna vlezem.
- Březnový sníh škodí polím.
- Druhdy i v březnu hýl na nos se posadí.
- Lépe býti od hadu uštknutu, nežli v březnu od slunce ohřitu.
- Suchý březen, chladný máj – bude humno jako ráj.
- Suchý březen, mokrý máj – bude humno jako ráj.
- Březen – za kamna vlezem, duben – ještě tam budem, máj – vyženem kozy v háj.